# Horacio Valenzuela
Horacio del Carmen Valenzuela Abarca, né le 5 avril 1954 à Santiago du Chili, est un évêque catholique chilien, évêque émérite du diocèse de Talca depuis le 28 juin 2018. 

## Biographie
Horacio Valenzuela naît dans une famille  profondément catholique. Son père est un agriculteur aisé et meurt lorsque Horacio a sept ans. Sa mère meurt en 1978. Après avoir étudié les sciences et l'ingéniérie de la forêt (sylviculture) à l'université de Concepción et à l'université du Chili, il entre en 1978 au grand séminaire pontifical de Santiago du Chili, dont il obtient un diplôme de bachelier en théologie en 1985. Il est ordonné prêtre le 17 août 1985 par Juan Francisco Fresno. il est nommé vicaire dans une paroisse de Talagante, puis curé à Mallarauco entre 1988 et 1990, puis à Pudahuel, quartier de Santiago du Chili. En 1993, il est nommé vicaire épiscopal de la zone Est de l'archidiocèse de Santiago.
Outre l'espagnol, sa langue maternelle, il parle anglais, italien et un peu français.
Le 11 mars 1995, Horacio Valenzuela est nommé par Jean-Paul II évêque titulaire de Gummi-en-Proconsulaire (de) pour devenir évêque auxiliaire de l'archidiocèse de Santiago du Chili; finalement le 12 décembre 1996, il est nommé évêque du diocèse de Talca à 42 ans. Il prend possession de son diocèse le 5 janvier suivant.
Il est membre titulaire du comité permanent de la conférence épiscopale du Chili (2010-2012) et de la commission épiscopale des séminaires depuis 2007. Il fait partie cette année-là de la délégation à la Cinquième Conférence générale de l'épiscopat latino-américaine et des Caraïbes organisé par le CELAM à Aparecida au Brésil. Le 23 octobre 2007, il concélèbre à Rome à la cérémonie de canonisation du Père Alberto Hurtado, présidée par le pape Benoît XVI.
Entre 2000 et 2008, il est président de la commission nationale de la pastorale des enfants en risque social et de la commission nationale de la pastorale des travailleurs temporaires. Entre 2001 et 2004, il est président de l'institut national de la pastorale rurale. Il appartient au comité permanent de l'épiscopat chilien entre 2004 et 2007. Il participe au synode des évêques à Rome du 15 au 21 octobre 2005 dont le thème est l'Eucharistie comme source de la mission de l'Église.
En 2018, plusieurs religieuses de la congrégation des Sœurs du Bon Samaritain (Hermanas del Buen Samaritano), dans le diocèse de Talca, dénoncent des abus sexuels commis par des prêtres. Elles témoignent dans un documentaire diffusée par la télévision chilienne : « La fin du silence : nous ne sommes pas esclaves, nous sommes des femmes. » Après avoir été abusées sexuellement, 23 religieuses ont été renvoyées de la communauté. Selon les membres de celle-ci, l'évêque du diocèse Horacio Valenzuela n'a pas réagi bien qu'informé des faits. Il présente sa démission au pape François, celle-ci est acceptée le 28 juin 2018. Une enquête est ouverte par le Vatican,.